# Château de Bellefontaine
Pour les articles homonymes, voir Bellefontaine.
Le château de Bellefontaine est un château situé sur la commune de Samois-sur-Seine dans le département de Seine-et-Marne, classé Natura 2000. Son propriétaire est la communauté d'agglomération du Pays de Fontainebleau depuis octobre 2018 ; auparavant, il s'agissait de la mairie de Paris.

## Situation et accès
Le château domine la vallée de la Seine et se trouve au milieu de la forêt de Fontainebleau.
Le jardin d'agrément du parc du château de Bellefontaine de 3.6 hectares est inscrit à l'Inventaire général du patrimoine culturel,.

## Historique
Entre 1800, ce fut la propriété de Nicolas Bergasse, député du tiers état, conseiller de Louis XVI à qui il proposa d'être son avocat. Après la mort de sa femme en 1807, il revendit le château. Plus tard, il fut la propriété du prince Nicolas Troubetskoï (1807-1874), ambassadeur du tsar de Russie à Paris. Puis il fut la propriété de sa fille Catherine Troubetskoï (1840-1875) et de son gendre le prince Nicolas Orloff (1827-1885), ambassadeur de Russie à Bruxelles, Vienne, Londres et Paris. Le prince Vladimir Nicolaievitch Orloff (1869-1927), fils de Nicolas Orloff, meurt à Bellefontaine, où il s'était retiré au lendemain de la révolution russe.
Au XXe siècle, il fut un centre de colonies de vacances avant d'être loué pour des réceptions et des séminaires pour le personnel municipal de Samois-sur-Seine.
Lancé en 2006, un projet d'aménagement pour de l'action sociale n'a pas abouti et le château se retrouve dans un état très dégradé. Le projet de vente, prévu pour deux millions d'euros, a été présenté au conseil municipal du 13 mai 2011. En mai 2011, la ville de Paris, propriétaire du domaine depuis 1944, s'est résolue à le mettre en vente.
Le 10 octobre 2018, le conseil de Paris a voté en faveur de la vente du site de Bellefontaine à la communauté d'agglomération du Pays de Fontainebleau pour en faire une aire d’accueil des gens du voyage. Le coût du projet est de 3,5 millions d’euros.